# NGC 1628
NGC 1628 è una galassia a spirale vista di taglio situata nella costellazione dell'Eridano, a una distanza di circa 175 milioni di anni luce dalla nostra Via Lattea.

## Scoperta
La galassia è stata scoperta il 22 dicembre 1886 dall'astronomo statunitense Lewis Swift.

## Descrizione
NGC 1628 ha una classe di luminosità II e presenta una larga riga a 21 cm dell'idrogeno neutro.